# Municipio de Nahunta
El municipio de Nahunta (en inglés: Nahunta Township) es un municipio ubicado en el  condado de Wayne en el estado estadounidense de Carolina del Norte. En el año 2010 tenía una población de 3.608 habitantes.

## Geografía
El municipio de Nahunta se encuentra ubicado en las coordenadas 35°32′45.58″N 77°56′6.95″O / 35.5459944, -77.9352639.